# Heřmanice u Vilémova

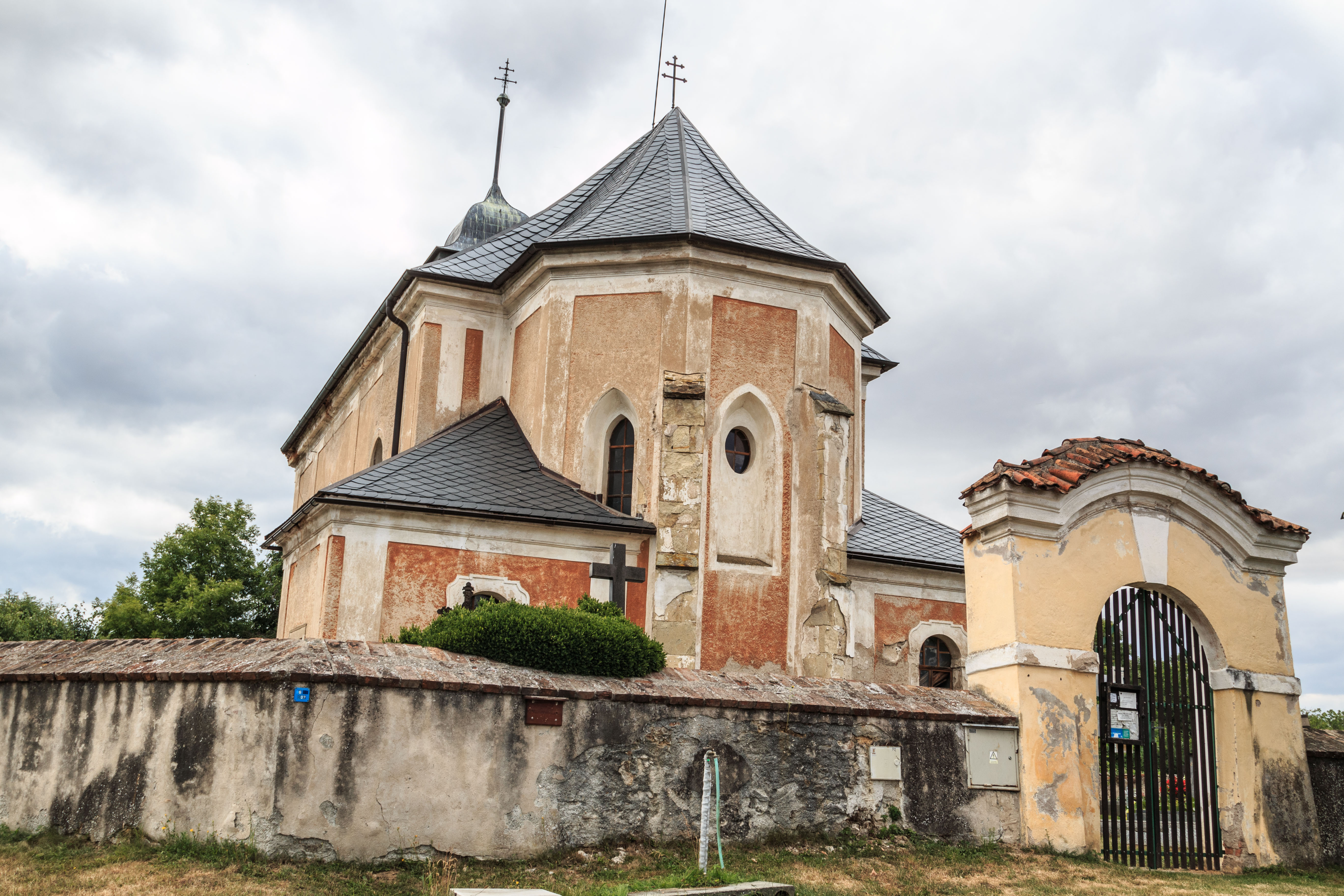
Kirche des hl. Bartholomäus

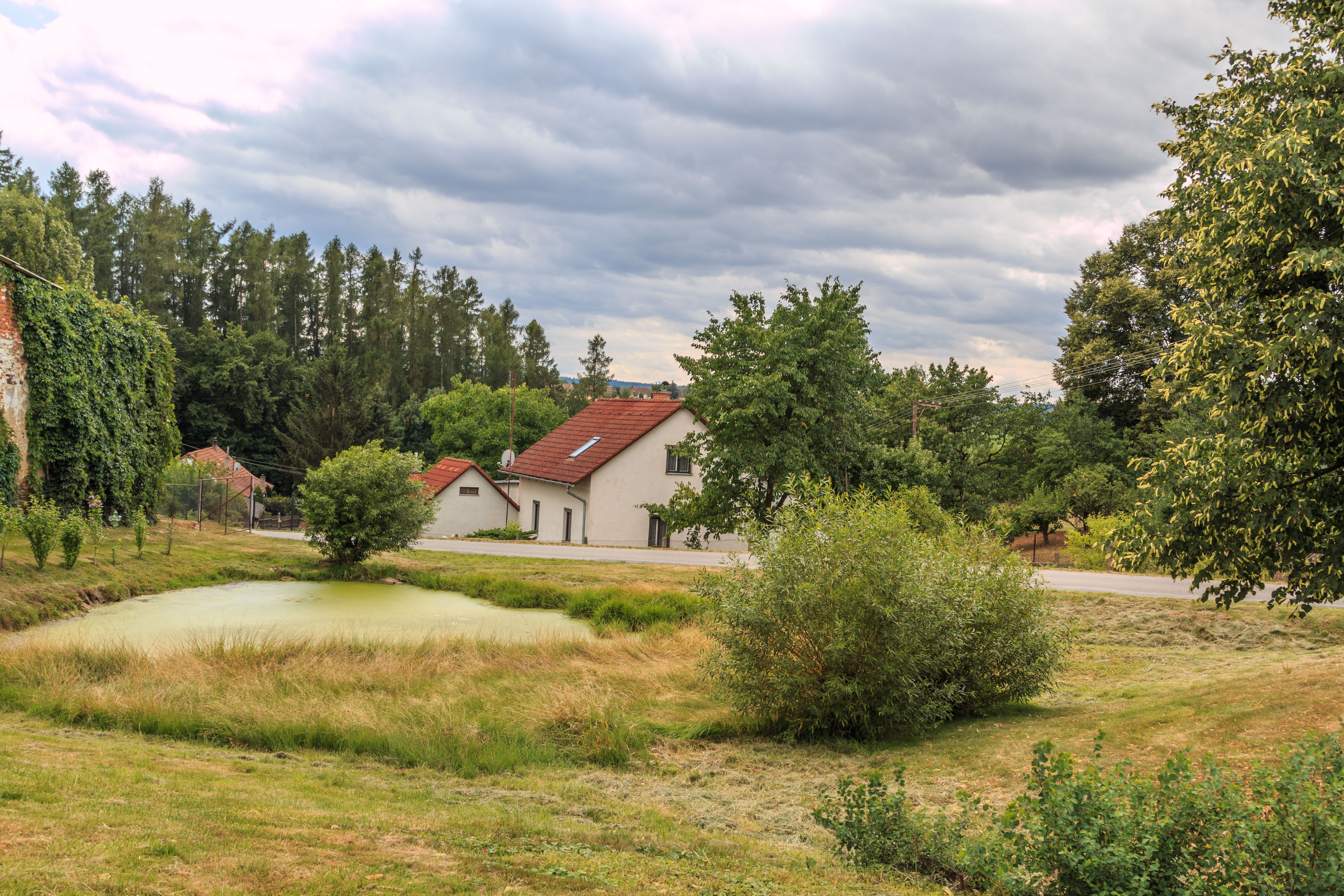
Dorfplatz

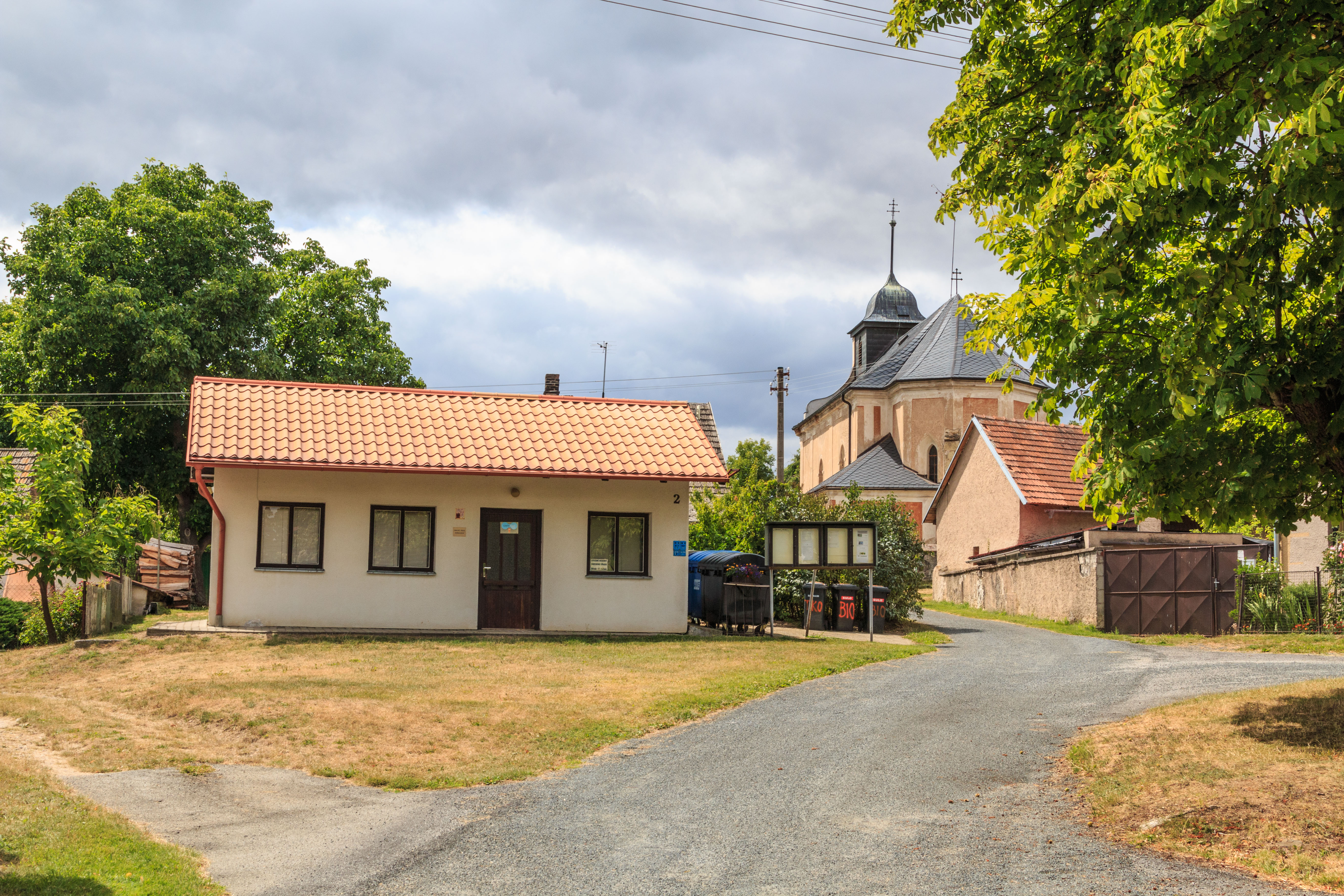
Gemeindeamt

Heřmanice (deutsch Hermanitz) ist eine Gemeinde in Tschechien. Sie liegt fünf Kilometer östlich von Golčův Jeníkov und gehört zum Okres Havlíčkův Brod.

## Geographie
Heřmanice befindet sich rechtsseitig über dem Tal des Baches Doubravka (Borekbach) in der Hornosázavská pahorkatina (Hügelland an der oberen Sázava). Durch den Ort führt die Staatsstraße II/340 zwischen Vilémov und Seč. Westlich erhebt sich der Šibeniční vrch (352 m n.m.). Gegen Osten liegt das Tal der Doubrava mit der Talsperre Pařížov.
Nachbarorte sind Bučovice, Moravany und Hamry im Norden, Pařížov, Běstvina und Malejov im Nordosten, Spačice im Osten, Ostružno und Úhrov und Kraborovice im Südosten, Točice und Cihelna im Süden, Vilémov und Vrtěšice im Südwesten, Golčův Jeníkov, Ráj, Sirákovice und Stupárovice im Westen sowie Jezuitský Mlýn, Potěsilka, Křemen, Skryje und Spytice im Nordwesten.

## Geschichte
Die erste urkundliche Erwähnung von Heřmanice erfolgte im Jahre 1281, als der Abt Jaroslav des Benediktinerklosters Wilmzell das Dorf zusammen mit Malejovice von Smil von Lichtenburg kaufte. Die älteste Nachricht über die Kirche stammt von 1352. Im 14. und 15. Jahrhundert bestand in Heřmanice eine kleine Feste als Sitz niederer Adliger. 1398 löste das Stift die zwischenzeitlich verpfändeten Dörfer Heřmanitz und Pařižow wieder ein. Im Jahre 1421 zerstörten die Hussiten das Kloster, danach bemächtigten sich verschiedene Adlige des umfangreichen Klosterbesitzes. Nach dem Ende der Hussitenkriege wurde das Kloster notdürftig wiederhergestellt, jedoch gelang es den Benediktinern nicht, ihre gesamten Güter zurückzuerlangen. Nachdem das Kloster um 1575 aufgegeben worden war, verkaufte König Rudolf II. 1577 das wüste Kloster mit den Dörfern Bučowitz, Heřmanitz, Borek, Hostaulitz, Zhoř, Jakubowitz, Zdanitz, Ponstwy, Kmec und Čestowitz sowie weiterem Zubehör an Beneš Beneda von Nečtiny. Zum Ende des 17. Jahrhunderts erwarben die Grafen Caretto von Milessimo die Herrschaft Wilimow und erhoben sie später zum Familienfideikommiss.
Im Jahre 1840 bestand das im Caslauer Kreis gelegene Dorf Heřmanitz, auch Heřmaniček bzw. Heřmaničky genannt, aus 21 Häusern, in denen 161 Personen lebten. Im Ort gab es eine Filialkirche des hl. Bartholomäus, einen herrschaftlichen Meierhof, eine Mühle und ein Wirtshaus. Pfarr- und Amtsort war Kloster. Bis zur Mitte des 19. Jahrhunderts blieb Heřmanitz der Familienfideikommissherrschaft Wilimow untertänig.
Nach der Aufhebung der Patrimonialherrschaften bildete Heřmanice ab 1849 mit dem Ortsteil Bučovice eine Gemeinde im Gerichtsbezirk Habern. Ab 1868 gehörte der Ort zum Bezirk Časlau. 1869 hatte Heřmanice 167 Einwohner und bestand aus 23 Häusern. Im Jahre 1900 lebten in Heřmanice 155 Menschen, 1910 waren es 160. Beim Zensus von 1921 lebten in den 39 Häusern der Gemeinde 247 Personen, darunter 246 Tschechen. 1930 hatte Heřmanice 150 Einwohner und bestand aus 25 Häusern. Seit der Gebietsreform von 1960 gehört die Gemeinde zum Okres Havlíčkův Brod. Im Jahre 1961 erfolgte die Eingemeindung nach Vilémov. Heřmanice und Bučovice lösten sich zum 24. November 1990 wieder von Vilémov los und bildeten die Gemeinde Heřmanice. Beim Zensus von 2001 lebten in den 41 Häusern der Gemeinde 69 Personen, davon 18 in Bučovice (14 Häuser) und 51 in Heřmanice (27 Häuser).

## Gemeindegliederung
Die Gemeinde Heřmanice besteht aus den Ortsteilen Bučovice (Butschowitz) und Heřmanice (Hermanitz).
Das Gemeindegebiet bildet den Katastralbezirk Heřmanice u Vilémova.

## Sehenswürdigkeiten
- Kirche des hl. Bartholomäus, seit 1352 nachweislich; das ehemals gotische Bauwerk erhielt seine heutige Gestalt nach dem Anbau eines neuen Schiffes im 17. Jahrhundert. In den Jahren 2011–2012 wurde das Kirchendach saniert.[7]